# Mapa cognitiu
Un mapa cognitiu és un tipus de representació mental que serveix a un individu per adquirir, codificar, emmagatzemar, recordar i descodificar informació sobre les ubicacions relatives i els atributs dels fenòmens en el seu entorn espacial quotidià o metafòric. El concepte va ser introduït per Edward Tolman el 1948. Va intentar explicar el comportament de les rates que semblaven aprendre la disposició espacial d'un laberint i, posteriorment, el concepte es va aplicar a altres animals, inclosos els humans. El terme va ser generalitzat posteriorment per alguns investigadors, especialment en el camp de la investigació operativa, per referir-se a una mena de xarxa semàntica que representa els coneixements o esquemes personals d'un individu.

## Visió general
Els mapes cognitius s'han estudiat en diversos camps, com ara la psicologia, l'educació, l'arqueologia, la planificació, la geografia, la cartografia, l'arquitectura, l'arquitectura del paisatge, l'urbanisme, la gestió i la història. A causa de l'ampli ús i estudi dels mapes cognitius, s'ha convertit en un col·loquialisme per a gairebé qualsevol representació o model mental. Com a conseqüència, aquests models mentals sovint es denominen, de manera diversa, com a mapes cognitius, mapes mentals, guions, esquemes i marc de referència.
Els mapes cognitius són una funció del cervell de treball que els humans i els animals utilitzen per moure's en un nou entorn. Ens ajuden a reconèixer llocs, a calcular direccions i distàncies i a fer un pensament crític sobre les dreceres. Ens ajuden a trobar el camí en un entorn i actuen com a models de noves tecnologies.
Els mapes cognitius serveixen per a la construcció i l'acumulació de coneixement espacial, permetent que el "ull de la ment" visualitzi imatges per tal de reduir la càrrega cognitiva, millorar la memòria i l'aprenentatge de la informació. Aquest tipus de pensament espacial també es pot utilitzar com a metàfora de les tasques no espacials, on les persones que realitzen tasques no espacials que impliquen memòria i imatges utilitzen el coneixement espacial per ajudar a processar la tasca. Inclouen informació sobre les relacions espacials que tenen els objectes entre si en un entorn i ens ajuden a orientar-nos i moure'ns en un entorn i en l'espai.

## Distinció del mapa mental
Un mapa cognitiu és una representació espacial del món exterior que es manté dins la ment, fins que es genera una manifestació real (normalment, un dibuix) d'aquest coneixement percebut, un mapa mental. El mapeig cognitiu és el mapatge implícit i mental, la part explícita del mateix procés. En la majoria dels casos, un mapa cognitiu existeix independentment d'un mapa mental, un article que cobreixi només mapes cognitius es quedaria limitat a consideracions teòriques.
El mapatge mental s'associa normalment a punts de referència, ubicacions i geografia quan es demostra. La creació de mapes mentals depèn de l'individu i de les seves percepcions, tant si estan influenciats pels mitjans de comunicació, la vida real o altres fonts. A causa del seu emmagatzematge real, els mapes mentals poden ser útils a l'hora de donar indicacions i de navegar. Com s'ha dit anteriorment, aquesta distinció és difícil d'identificar quan es planteja amb definicions gairebé idèntiques, però hi ha una distinció.

## Adquisició dels mapes cognitius
El mapa cognitiu es genera a partir de diverses fonts, tant del sistema visual com d'altres llocs. Gran part del mapa cognitiu es crea mitjançant senyals de moviment autogenerades. Les entrades dels sentits com la visió, la propiocepció, l'olfacte i l'oïda s'utilitzen per deduir la ubicació d'una persona dins del seu entorn mentre es mou a través d'ell. Això permet la integració del camí, la creació d'un vector que representa la posició i la direcció d'un mateix dins del seu entorn, específicament en comparació amb un punt de referència anterior. Aquest vector resultant es pot passar a les cèl·lules del lloc de l'hipocamp on s'interpreta per proporcionar més informació sobre l'entorn i la ubicació d'un en el context del mapa cognitiu.

## Base neurològica
Es creu que el mapatge cognitiu és en gran part una funció de l'hipocamp. L'hipocamp està connectat amb la resta del cervell de tal manera que és ideal per integrar informació tant espacial com no espacial. Les connexions de l'escorça postrinal i l'escorça entorrinal medial proporcionen informació espacial a l'hipocamp. Les connexions de l'escorça perirrinal i l'escorça entorrinal lateral proporcionen informació no espacial. La integració d'aquesta informació a l'hipocamp fa que l'hipocamp sigui una ubicació pràctica per al mapeig cognitiu, que implica necessàriament combinar informació sobre la ubicació d'un objecte i les seves altres característiques.